# Maduranthakam (Taluk)
Der Taluk Maduranthakam (Tamil: மதுராந்தகம் வட்டம்) ist ein Taluk (Subdistrikt) des Distrikts Kanchipuram im indischen Bundesstaat Tamil Nadu. Hauptort ist die namensgebende Stadt Maduranthakam.

## Geografie
Der Taluk Maduranthakam liegt im Südwesten des Distrikts Kanchipuram. Er grenzt an die Taluks Uthiramerur im Norden, Chengalpattu im Nordosten, Tirukalukundram im Osten und Cheyyur im Südosten sowie an die Distrikte Viluppuram im Süden und Tiruvannamalai im Westen.  Im Nordosten wird der Taluk Maduranthakam vom Palar-Fluss begrenzt.
Der Taluk Maduranthakam ist deckungsgleich mit den Blocks Maduranthakam und Acharapakkam. Seine Fläche beträgt 760,0 Quadratkilometer.

## Bevölkerung
Nach der Volkszählung 2011 hat der Taluk Maduranthakam 272.669 Einwohner. Verglichen mit anderen Teilen des Distrikts Kanchipuram ist der Taluk Maduranthakam recht ländlich geprägt und verhältnismäßig dünn besiedelt: 80,3 Prozent der Einwohner werden als ländliche und 19,7 Prozent als städtische Bevölkerung klassifiziert. Die Bevölkerungsdichte liegt bei 359 Einwohnern pro Quadratkilometer.

## Orte
Zum Taluk Maduranthakam gehören die folgenden Orte:
Städte:
- Acharapakkam
- Karunguzhi
- Maduranthakam

Dörfer:
| - Agili - Alapakkam - Allanur - Allur - Amayambattu - Anaikunnam - Anathamangalam - Andavakkam - Annangal - Arayapakkam - Ariyanur - Arungunam - Athimanam - Athivakkam - Athiyur - Athur - Avirimedu - Baburayanpettai - Budur - Bukkathurai - Chinnavenmani - Chinthamani - Chitamur - Chithalamangalam - Chithamur - Chithathur - Chitravadi - Devadur - Devanur - Dharmapuram - Edayalam - Elappakkam - Erumbedu - Eruvakkam - Gendracheri - Gudapakkam - Guddalur - Gunankaranai - Irusumanallur - Isur - Janakipuram - Kadamalaiputhur - Kadambur - Kalanipakkam - Kalathur - Kallabiranpuram - Karasangal | - Karikkili - Karunagaracheri - Karunagaravilagam - Kathiricheri - Kattudevadur - Kattugudalur - Kattukkaranai - Kavadur - Keelavalam - Keezhamur - Kilathivakkam - Kiliyanagar - Kilpattu - Kilvasalai - Kinar - Kodithandalam - Kolathur - Kongaraimambattu - Kottakayapakkam - Kozhiyalam - Kumaravadi - Kunnankolathur - Kunnathur - Kunnavakkam - L. Endathur - Ladakaranai - Lakshminarayanapuram - Madhur - Madurai - Maiyur - Mamandur - Mambattu - Mangalam - Mariputhur - Mathur - Melakandai - Minnal Chithamur - Minnalkilminnal - Mogalvadi - Moosivakkam - Morappakkam - Mulli - Muniyanthangal - Munnakulam - Munuthikuppam - Murukkambakkam - Murukkancheri | - Murungai - Nallamur Keelakaranai - Nallur - Nedungal - Neerpair - Nellai - Nelli - Nelvoy - Nemam - Nesapakkam - Nethapakkam - Netrambakkam - Orathur - Orathy - Ozhavetti - Padalam - Padiri - Pakkam - Palayanur - Palliagaram - Pallipettai - Pambayambattu - Pappanallur - Pasumbur - Pasuvankaranai - Pathur - Perumbairkandigai - Perumbakkam - Peruveli - Pilappur - Pillanthikuppam - Pinnampoondi - Poondi - Poragal - Puducheri - Pudupattu - Pulikkoradu - Pulipurakoil - Puliyaranankottai - Puzhuthivakkam - Pazhamathur - Rajapalayam - Sampathinallur - Sathamai - Seethapuram - Semppondi - Senayaneri | - Sendivakkam - Sholamthangal - Silavattam - Sirudamur - Sirunallur - Sirungalur - Sirupairpandi - Siruvangunam - Sithandi - Soorai - Thandalam - Thandarai - Theetalam - Thimmapuram - Thinnalur - Thirumukkadu - Thottanaval - Thozhuppedu - Thuraiyur - Uludamangalam - Unamalai - Uthamanallur - Vadakkuputhur - Vadamanipakkam - Vaippanai - Vaiyavur - Valarbirai - Valayaputhur - Vasanthavadi - Vedanthangal - Vedavakkam - Veeranakunnam - Velamur - Veliambakkam - Vellaputhur - Vellarai - Venmari - Veppankaranai - Vilagam - Vilangadu - Vilvarayanallur - Vinayaganallur - Vinnampoondi - Viralur - Z. Budur - Z. Endathur |